# Libélulas
Libélulas és una pel·lícula dramàtica espanyola del 2022 dirigida per Luc Knowles en el seu llargmetratge de debut protagonitzat per Milena Smit i Olivia Baglivi.

## Trama
La trama segueix la història de dos amics, la Cata i l'Àlex, que desenvolupen plans escapista per fugir de les seves cases en un lloc indeterminat als afores de Madrid, un lloc aparentment idíl·lic però en realitat en decadència.

## Repartiment
- Milena Smit - Cata[3]
- Olivia Baglivi - Alex[3]
- Pol Hermoso[3]
- Marina Esteve[3]
- Javier Collado - Vico[3]
- Gonzalo Herrero - Jota[3]
- Noemí Climent[3]
- Berta Sánchez[3]
- Rakel Brel[4]
- Aramis Baglivi[4]
- Lei Lei Wu[5]
- Gala Ramón[6]

## Producció
La pel·lícula és una producció de Clapham Films. Va ser rodada en llocs de la província de Segòvia i la Regió de Madrid. Iván Sánchez va treballar com a director de fotografia.

## Estrena
Inclòs a la llista 'Zonazine' del 25è Festival de Màlaga, Libélulas es va presentar al Cine Albéniz el 23 de març de 2022. Distribuïda per Begin Again Films, es va estrenar als cinemes a Espanya el 16 de setembre de 2022.

## Recepció
Beatriz Martínez de Fotogramas va puntuar la pel·lícula amb 4 de 5 estrelles destacant la química entre Smit i Baglivi com el millor de la pel·lícula.
Manuel J. Lombardo del Diario de Sevilla va puntuar la pel·lícula amb 2 estrelles sobre 5, valorant que el primer llargmetratge de Knowles "fa massa olor a una fotocòpia de nombrosos llocs [comuns] del cinema indie estatunidenc". d'altra manera, incorpora temes de sororitat lumpen i desitjos escapistes, una subtrama policial criminal forçada i una banda sonora flamenco-electro que sustenten un producte "nou i artificial".
Paula Arantzazu de Cinemanía la va puntuar amb 3 estrelles sobre 5 observant que "si no fos pel tête-à-tête interpretatiu de les seves actrius, [Knowles '] la proposta no avançaria molt més que l'anterior vídeo musical de l'autor per a la cançó 'Wondering'".
Josu Eguren d'El Correo ha valorat la pel·lícula amb 1 sobre 3 estrelles, considerant que per sota de "la superfície lacònica i nihilista dels diàlegs" que tenen els protagonistes, la pel·lícula es basa en "una pose estètica tan fràgil". que amenaça de trencar-se amb l'intent de Knowles d'introduir algunes gotes de thriller a la barreja.
Luis Martínez d'El Mundo va puntuar Libélulas amb 3 de 5 estrelles, considerant que és "una pel·lícula incompleta, desigual i una mica pretensiosa", però també "perfectament viva", destacant, en cas contrari, l'habilitat del timoner "per crear un univers estrany i una mica imposturat, tant propi com delicat".

## Premis
| Any  | Premi                  | Categoria                            | Nominat                              | Resultat  | Ref    |
| ---- | ---------------------- | ------------------------------------ | ------------------------------------ | --------- | ------ |
| 2022 | 25è Festival de Màlaga | Millor actriu (Secció 'Zonazine')    | Milena Smit & Olivia Baglivi         | Guanyador | [ 16 ] |
| 2022 | 25è Festival de Màlaga | Premi del Públic (Secció 'Zonazine') | Premi del Públic (Secció 'Zonazine') | Guanyador | [ 16 ] |